# Opleiding Interactieve Media
Interactieve Media heeft veel verwant met de opleiding Communicatie & Multimedia Design en wordt onderwezen aan de Hogeschool van Amsterdam. In België wordt het aangeboden door de Katholieke Hogeschool Limburg en Interactive Multimedia Design in Mechelen.
Verwant aan deze opleidingen is de opleiding Interaction Design die zich minder op media en meer op de gebruiker richt.